# Wahlen 1944
◄◄ | ◄ | 1940 | 1941 | 1942 | 1943 | Wahlen 1944 | 1945 | 1946 | 1947 | 1948 | ► | ►►

Weitere Ereignisse
Folgende Wahlen fanden im Jahr 1944 statt:

## Europa
- Am 30. Mai die Wahl zum Dáil Éireann in Irland 1944
- Am 17. September die Wahl zum Schwedischen Reichstag 1944
- Am 15. Dezember die Bundesratswahl 1944

## Weitere Länder
- Am 7. November die Präsidentschaftswahl in den Vereinigten Staaten 1944
- Am 7. November die Wahl zum Senat und zum Repräsentantenhaus der Vereinigten Staaten 1944